# Mengulak
Mengulak is een bestuurslaag in het regentschap Ogan Komering Ulu van de provincie Zuid-Sumatra, Indonesië. Mengulak telt 3057 inwoners (volkstelling 2010).